# Општина Ваља Молдовеј (Сучава)
Ваља Молдовеј (рум. Valea Moldovei) општина је у Румунији у округу Сучава.
Oпштина се налази на надморској висини од 455 m.